# Guðmundur Jónsson
Guðmundur Jónsson, född den 10 juli 1763, död den 1 december 1836, var en isländsk präst. Han var far till Þorgeir Guðmundsson. 
Guðmundur blev slutligen präst i Staðastaður 1797. Från hans hand föreligger en särdeles rikhaltig, men mycket okritisk bearbetad samling av isländska ordspråk och talesätt, Safn af islenzkum orðskviðum, utgiven av det isländska litteratursällskapet (1830).